# Mark Fisher
Mark Fisher, född 11 juli 1968 i Leicester, död 13 januari 2017 i Felixstowe, även känd under bloggpseudonymen k-punk, var en brittisk skribent, bloggare, kritiker, filosof och författare.
Fisher är mest känd för boken Capitalist realism : is there no alternative? från 2009, Kapitalistisk realism på svenska, utgiven 2011.
Fisher bidrog med texter till diverse tidningar och tidskrifter, bland annat The Wire, The Guardian och New Statesman. Under 90-talet var Fisher ansluten till det tvärvetenskapliga forskarkollektivet Cybernetic Culture Research Unit vid University of Warwick, samma universitet vid vilket han disputerade i filosofi 1999. Han undervisade senare vid Goldsmiths, University of London. 2003 började Fisher blogga under namnet k-punk, en blogg som vännen och musikjournalisten Simon Reynolds har kallat "...a one-man magazine superior to most magazines in Britain." 2009 grundade Fisher tillsammans med Tariq Goddard förlaget Zero Books, där Capitalist realism publicerades. Både Fisher och Goddard lämnade förlaget efter en konflikt med moderförlaget John Hunt Publishing för att starta Repeater Books 2014, där Fisher kom att arbeta fram till sin död. En samling texter från Fishers hyllade blogg publicerades postumt i bokform 2018 av Repeater books. 2020 publicerades Postcapitalist Desire: The Final Lectures av samma förlag, en samling med Fishers opublicerade föreläsningsmaterial.

## Biografi

### Ungdom och utbildning
Mark Fisher föddes den 11 juli 1968 i Leicester. Ett återkommande tema i Fishers författarskap är hur musikjournalistik, specifikt musiktidningen NME (New Musical Express), gjorde ett stort intryck på Fisher under hans ungdom och kom att form hans sätt att skriva. Fisher har på flera ställen skrivit hur musiktidskrifterna var teoretiska och filosofiska var det medium som introducerade honom till teori, musiktidningarna fungerade som en sorts para-akademisk bildningsmiljö. Det politiska klimatet som rådde i Storbritannien under Fishers ungdom finns också representerat i hans verk, undertiteln till den engelskspråkiga utgåvan av Capitalist realism är is there no alternative? en omskrivning av den politiska slogan som användes av Storbritanniens premiärminister Margaret Thatcher under 1980-talet: There is no alternative. I artikeln "Good for nothing" skriver Fisher om hur han var allvarligt deprimerad, till och från, sedan sin ungdom. 1993 släppte Fisher - tillsammans med musikgruppen d-generation - debutkassetten Entropy in the UK. Enligt musikjournalisten och författaren Simon Reynolds, som skrev ett par artiklar om gruppen på 1990-talet och som också kom att bli en nära vän till Fisher på 00-talet, finns tydliga tematiska spår i gruppens sätt att framställa sig själva, genom musiken, titlar och samplingar som löper fram till Fishers bloggande och författarskap. 
Fisher började sin akademiska bana på Hulls universitet, där han avlade två kandidatexamen i engelska och filosofi, 1989. Därefter flyttade han sina studier till Birminghams universitet där han avlade masterexamen. På Birminghams universitet träffade Fisher filosofen och kulturvetaren Sadie Plant som då undervisade inom cultural studies på universitet. Plant kom att få stort inflytande på Fisher. Deras möte resulterade i en vänskap och att de tillsammans flyttade sina studier (respektive forskning) till Warwicks universitet där Fisher 1995 påbörjade sina doktorandstudier, som han kom att göra klart 1999 med avhandlingen Flatline Constructs: Gothic Materialism and Cybernetic Theory-Fiction. Denna kom att publiceras i bokform av förlaget Exmilitary 2018.

## Fisher och realkapitalismen
Under sent 00-tal började Fisher använda termen realkapitalism för att beskriva "den utbredda känslan angående att det inte bara är på det viset att kapitalism är det enda godtagbara politiska och ekonomiska systemet, utan att det nu är omöjligt att ens föreställa sig ett koherent alternativ till realkapitalismen". Fisher expanderade på detta koncept i sin bok Capitalist Realism: Is There No Alternative? där han argumenterade att termen realkapitalism beskriver den ideologiska situationen vilken, sedan Sovjetunionens upplösning, sedan vilken kapitalismens logik har börjat skissera själva gränserna för det politiska och sociala livet, med stora effekter på utbildning, psykiskt lidande, populärkultur, och kampmetoder. Fisher menar att resultatet är en värld i vilken det är lättare att föreställa sig att världen går under, än att föreställa sig att kapitalismen tar slut.
| ”             | Realkapitalismen som jag förstår den, kan inte begränsas till konst, eller till det kvasi-propagandistiska vis på vilket reklam fungerar. Det rör sig om en mer övertygande atmosfär, vilken inte bara betingar själva kulturproduktionen, utan också reglerar arbete och utbildning, vidare agerar den som en sorts osynlig barriär vilken lägger band på tankar och handlingar. | „ |
| – Mark Fisher | |   |

Som ett filosofiskt koncept är realkapitalismen influerad av Althussers koncept av ideologi, respektive Jameson och Žižek. Fisher menar att det inom ett kapitalistiskt ramverk inte finns något utrymme för att föreställa sig alternativa former av sociala strukturer, och menar att yngre generationer inte ens bemödar sig angående att identifiera alternativ. Fisher menade att 2008 cementerade denna position; snarare än att katalysera en längtan att finna alternativ till den existerande modellen, förstärkte responsen till krisen uppfattningen att modifikationer måste ske inom, inte bortom, det existerande systemet. Fisher argumenterar vidare att realkapitalismen har spridit en "företagsontologi" vilken postulerar att allt ska skötas som ett företag, som exempelvis utbildning och sjukvård. Begreppet har dock sedan verket publicerades använts av litteraturvetare. Fisher attackerade vad han menade var en depolitisering och privatisering av psykiskt lidande och stress, fenomen som Fisher argumenterade för inte adekvat kunde förklaras av det samtida bio-kemiseriande paradigmet beträffande psykiskt lidande.

## Död
Fisher dog den 13 januari 2017, 48 år gammal, strax innan hans bok The Weird and the Eerie (2017) skulle publiceras. Hans fru bekräftade att Fisher hade begått självmord. Fisher diskuterade sin depression i artiklar men även i boken capitalist realism. Enligt Simon Reynolds, från tidskriften Guardian, argumenterade Fisher att "epidemin av psykiskt lidande som präglar vår tid kan inte adekvat förstås, eller behandlas, i fallet att den adresseras som ett privat problem som drabbar defekta individer. Fishers död uppmärksammades internationellt och Deutschlandfunk rapporterade att Fishers död var: Inte bara en personlig, utan en politisk skandal.

## Bibliografi

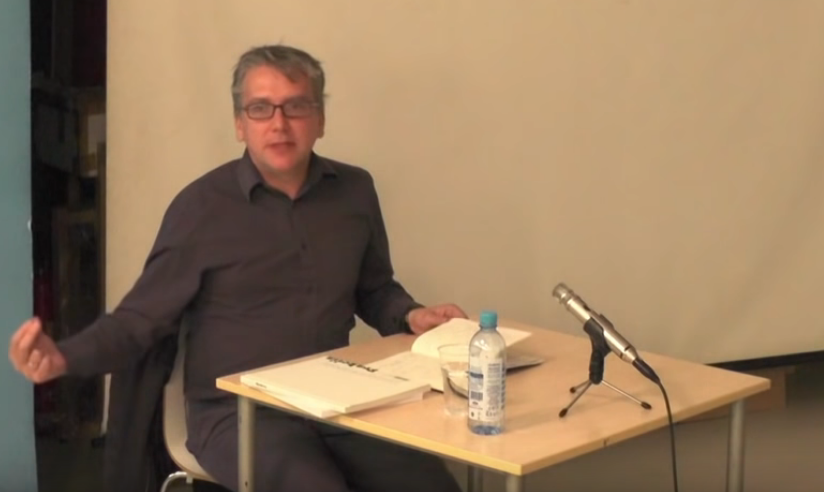
Mark Fisher ger en föreläsning.